# Spectrum Holobyte
Spectrum Holobyte, Inc. (gestileerd als Spectrum HoloByte) was een Amerikaans computerspelontwikkelaar en uitgever, opgericht in 1983 door Jeff Sauter, Phil Adam en Mike Franklin. Het bedrijf werd voornamelijk bekend om zijn simulatiespellen zoals Gato, Falcon, Vette!, en voor het publiceren van Tetris buiten de voormalig Sovjet-Unie in 1987.

## Geschiedenis
Spectrum HoloByte publiceerde spellen voor vele platforms, zoals homecomputers in de jaren 1980, en IBM-PC-compatible computers en spelcomputers in de jaren 1990.
Eind 1993 ging Spectrum samen met MicroProse onder de naam MicroProse, Inc. De daaropvolgende jaren bleven beide bedrijven spellen uitbrengen onder hun eigen naam, maar in 1996 werden alle titels samengevoegd onder de MicroProse-merknaam.
Hasbro Interactive nam het bedrijf over in 1998. In 1999 werd de oorspronkelijke ontwikkelstudio in Alameda gesloten vanwege bezuinigingen. Hasbro verkocht alle onderdelen aan Infogrames.

## Ontwikkelde spellen
- GATO (1984)
- Orbiter (1985)
- Lunar Explorer (1986)
- Falcon (1987)
- PT-109 (1987)
- Solitaire Royale (1987)
- Tetris (1987)
- Falcon A.T. (1988)
- Sokoban (1988)
- Falcon Operation: Counterstrike (1989)
- Vette! (1989)
- Welltris (1989)
- Faces (1990)
- Flight of the Intruder (1990)
- Stunt Driver (1990)
- Falcon 3.0 (1991)
- Super Tetris (1991)
- Tetris Classic (1992)
- Wordtris (1992)
- Iron Helix (1993)
- The Chaos Engine (ook wel Soldiers of Fortune) (1993)
- Tetris Gold (1993)
- Tornado (1993)
- WildSnake (1994)
- Absolute Zero (1995)
- ClockWerx (1995)
- Knight Moves (1995)
- Lords of Midnight (1995)
- Qwirks (1995)
- Star Trek: The Next Generation (1995)
- Top Gun: Fire at Will! (1996)